# Expedição 47
Expedição 47 foi uma expedição humana de longa duração na Estação Espacial Internacional. Ela teve início em 2 de março de 2016, após a partida da nave Soyuz TMA-18M da ISS retornando três tripulantes da expedição anterior. A expedição foi composta por seis astronautas, três russos, dois norte-americanos e um britânico. Três deles já se encontravam a bordo da estação vindos da expedição anterior e os três membros restantes fora lançados a seu encontro em 18 de março de 2016 a bordo da Soyuz TMA-20M. A missão foi encerrada em 18 de junho de 2016, com a desacoplagem da nave Soyuz TMA-19M.

## Tripulação
| Posição             | Primeira parte (Março de 2016) | Segunda parte (Março até junho de 2016) |
| ------------------- | ------------------------------ | --------------------------------------- |
| Comandante          | Timothy Kopra                  | Timothy Kopra                           |
| Engenheiro de voo 1 | Timothy Peake                  | Timothy Peake                           |
| Engenheiro de voo 2 | Yuri Malenchenko               | Yuri Malenchenko                        |
| Engenheiro de voo 3 |                                | Aleksei Ovchinin                        |
| Engenheiro de voo 4 |                                | Oleg Skripochka                         |
| Engenheiro de voo 5 |                                | Jeffrey Williams                        |

## Insígnia
A representação central da Estação Espacial Internacional (ISS) na insígnia é um reconhecimento à realização internacional de concepção, construção e manutenção de um laboratório espacial de primeira classe tecnológica em órbita terrestre. A posição da estação representa a visão que tem dela os tripulantes da naves Soyuz quando dela se aproximam para acoplagem. A escuridão do fundo representa a área ilimitada que a espécie humana ainda tem a explorar. O trabalho dos membros da Expedição 47 irá contribuir para o crescente escopo de conhecimento que nos permitirá aumentar a exploração humana além da órbita baixa da Terra. Os três tons de cor azul da insígnia representam as cores das bandeiras dos três países de onde são os tripulantes (Rússia, Estados Unidos e Reino Unido), mostrando os traços comuns fundamentais entre cada um dos países parceiros que compõem a tripulação.
Ela foi desenhada por Jorge Cartes e Tim Gagnon, trabalhando junto como o comandante Tim Kopra, e baseada num desenho inacabado do holandês Erik van der Hoorn para a Expedição 41. Uma lua cheia substitui o antigo desenho de um ATV europeu, já ultrapassado, e foi acrescentado um desenho simétrico e estilizado do número da missão, 47.

## Missão
Entre outras experiências, esta missão investiga os efeitos do voo espacial no sistema músculo-esquelético, estudando os sistemas ósseos e musculares do corpo humano, a capacidade de comprimidos se dissolverem na microgravidade e como a robótica pode fazer equipamentos de exercícios menores e mais compactos, de maneira a minimizar o espaço para este material, deixando mais área livre para a tripulação em si durante as longas missões espaciais.
Em 28 de maio, depois de uma tentativa fracassada dias antes, a tripulação instalou na estação o primeiro módulo inflável capaz de abrigar astronautas na ISS. Conhecido como BEAM (Bigelow Expandable Activity Module), o módulo é um "quarto inflado com ar" que servirá como aposento humano. Com cerca de de 3,5 metros de comprimento em expansão máxima, ele levou mais de sete horas para ser inflado e pressurizado pelo astronauta Jeff Williams. O módulo é fruto da parceria da NASA com a  Bigelow Aerospace e servirá como teste por dois anos deste tipo de estrutura inflável visando futuras viagens do homem ao espaço profundo, incluindo a instalação de bases na Lua e em Marte.
Em 1 de junho, o fundador e CEO do Facebook, Mark Zuckerberg, fez uma conferência em vídeo com os tripulantes da ISS através do "Facebook Live", aplicativo da empresa que foi utilizado pela primeira vez na história das missões na estação espacial e entre a Terra e o espaço, exibido em tempo real por cerca de 20 minutos na página oficial da NASA no Facebook.
A Expedição encerrou-se às 05:52 UTC de 18 de junho de 2016, com a desacoplagem da Soyuz TMA-19M da ISS, voando sobre a Mongólia, após 186 dias de missão, trazendo de volta os astronautas Kopa, Peake e Malenchenko e deixando na estação os restantes três tripulantes, dando início à Expedição 48.

## Galeria

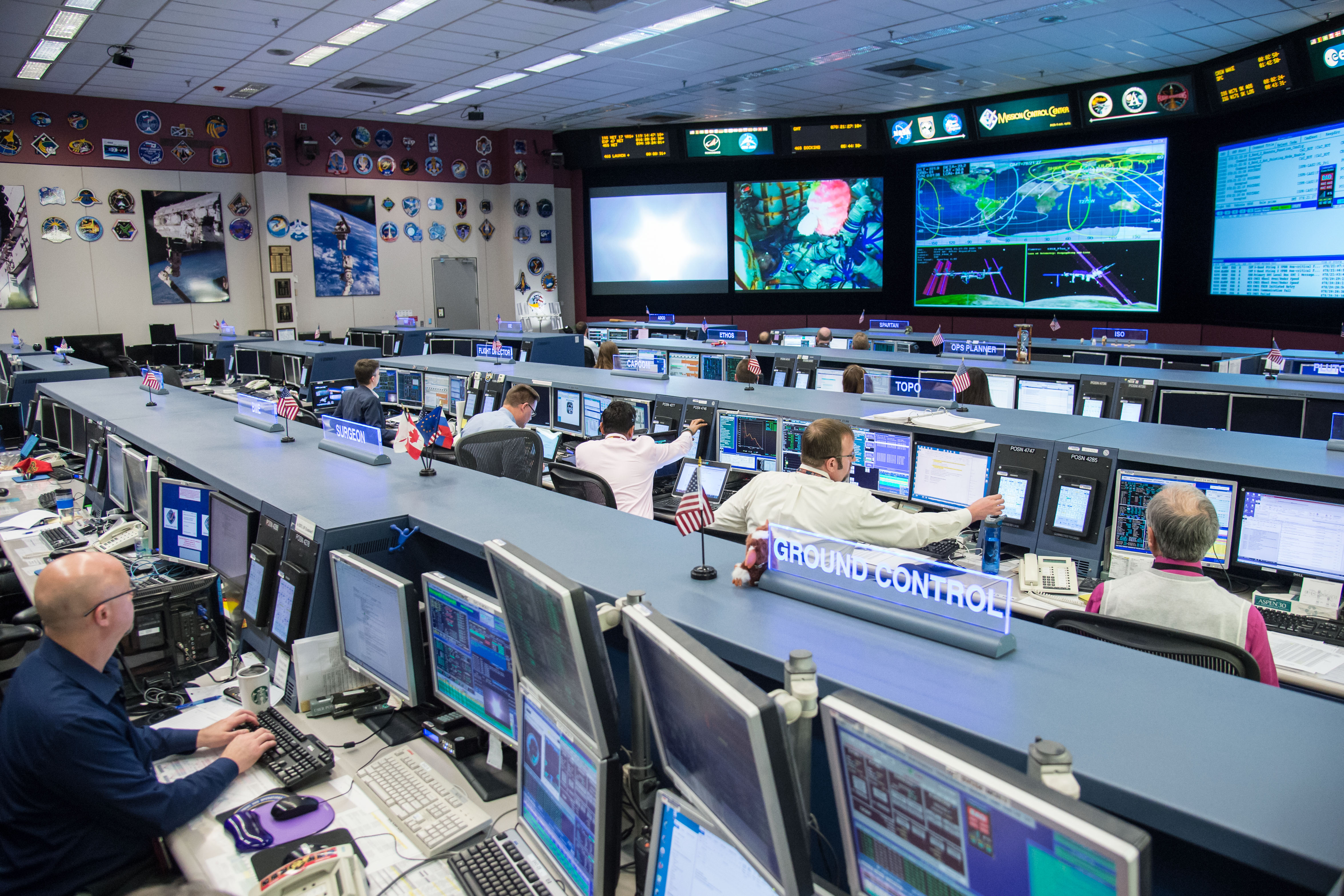
O Controle de Missão, em Houston, durante a Expedição.
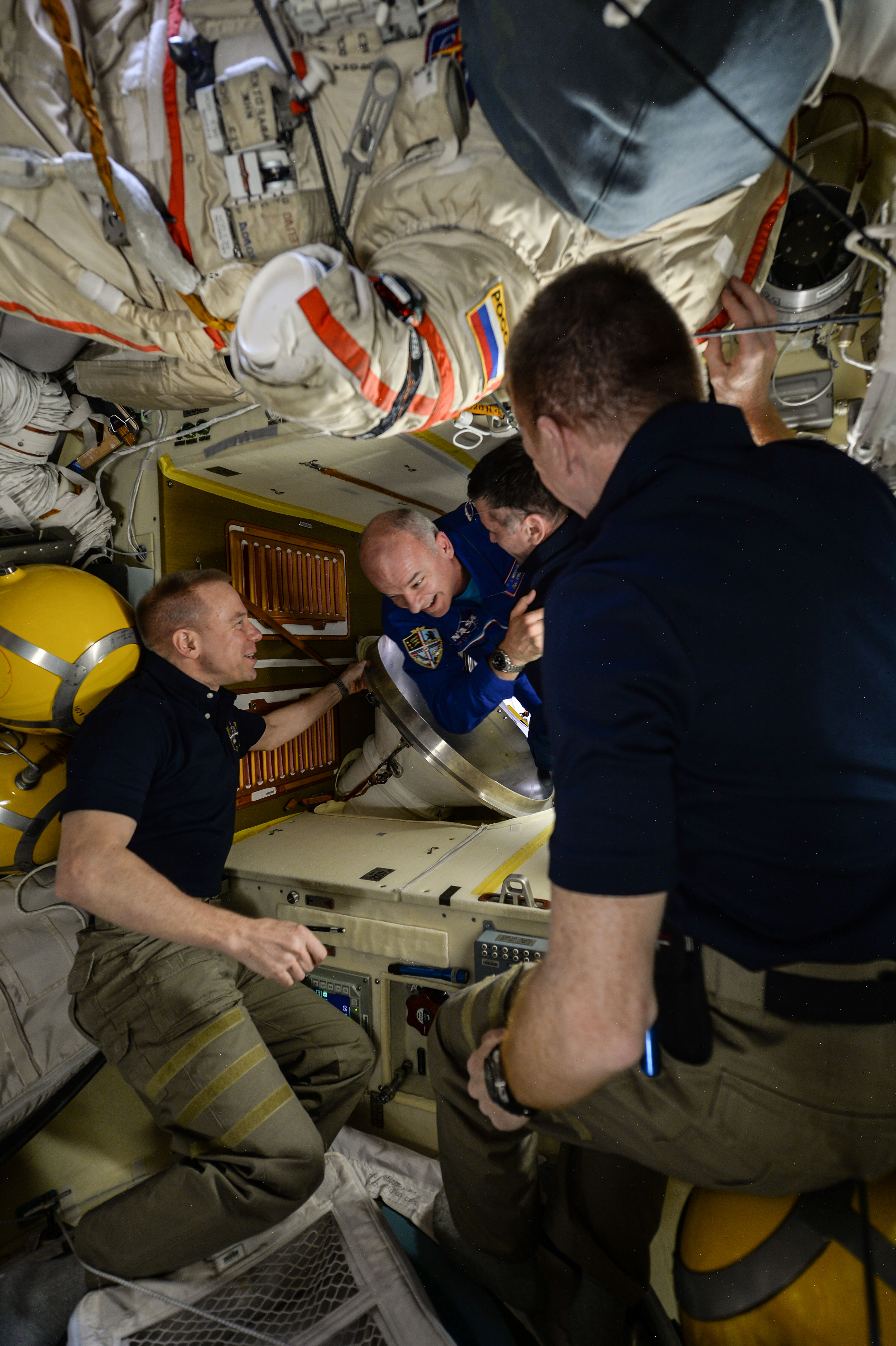
A tripulação residente recebe os astronautas restantes para completar a equipe da Expedição.
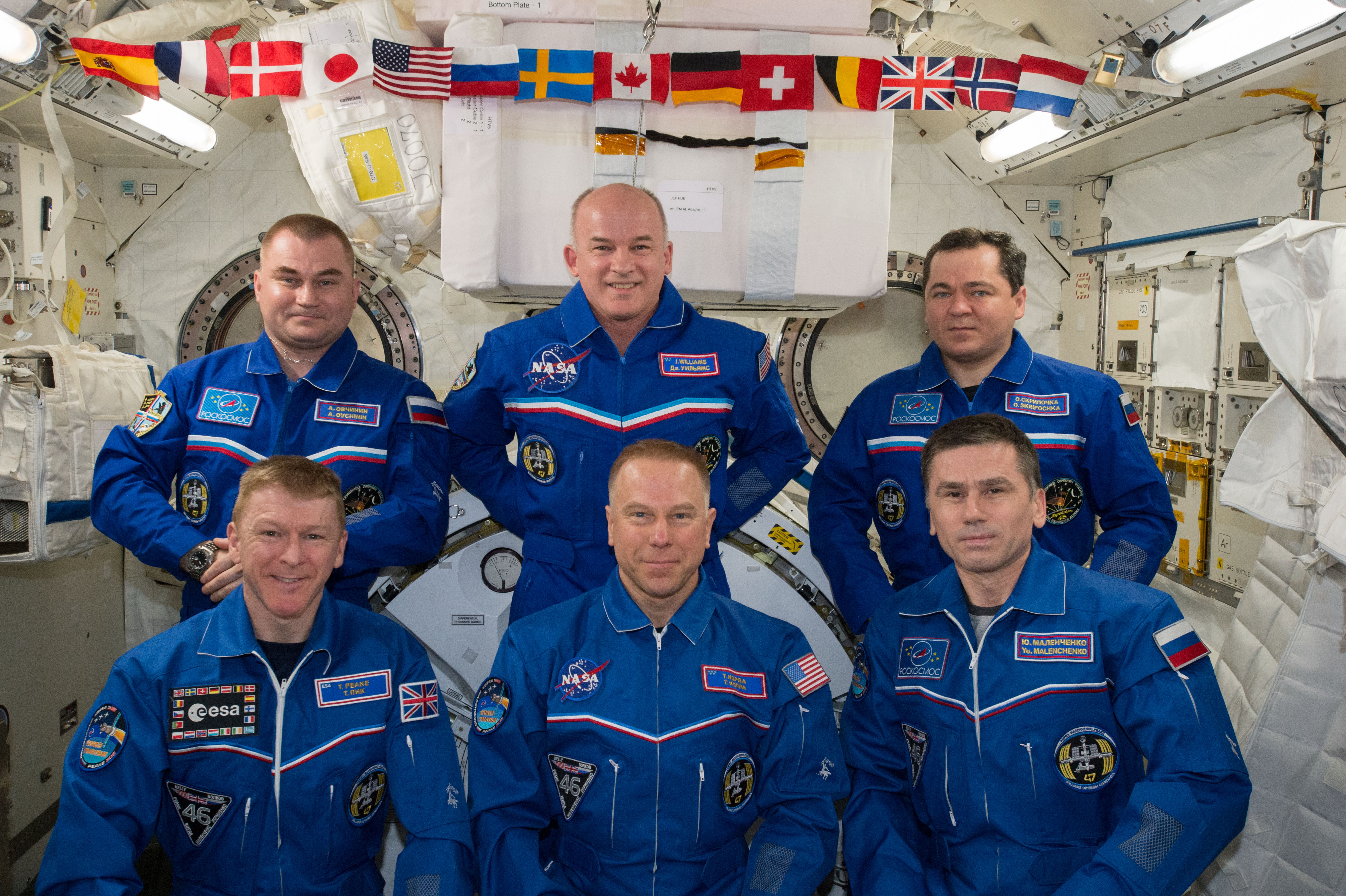
A tripulação completa em órbita.
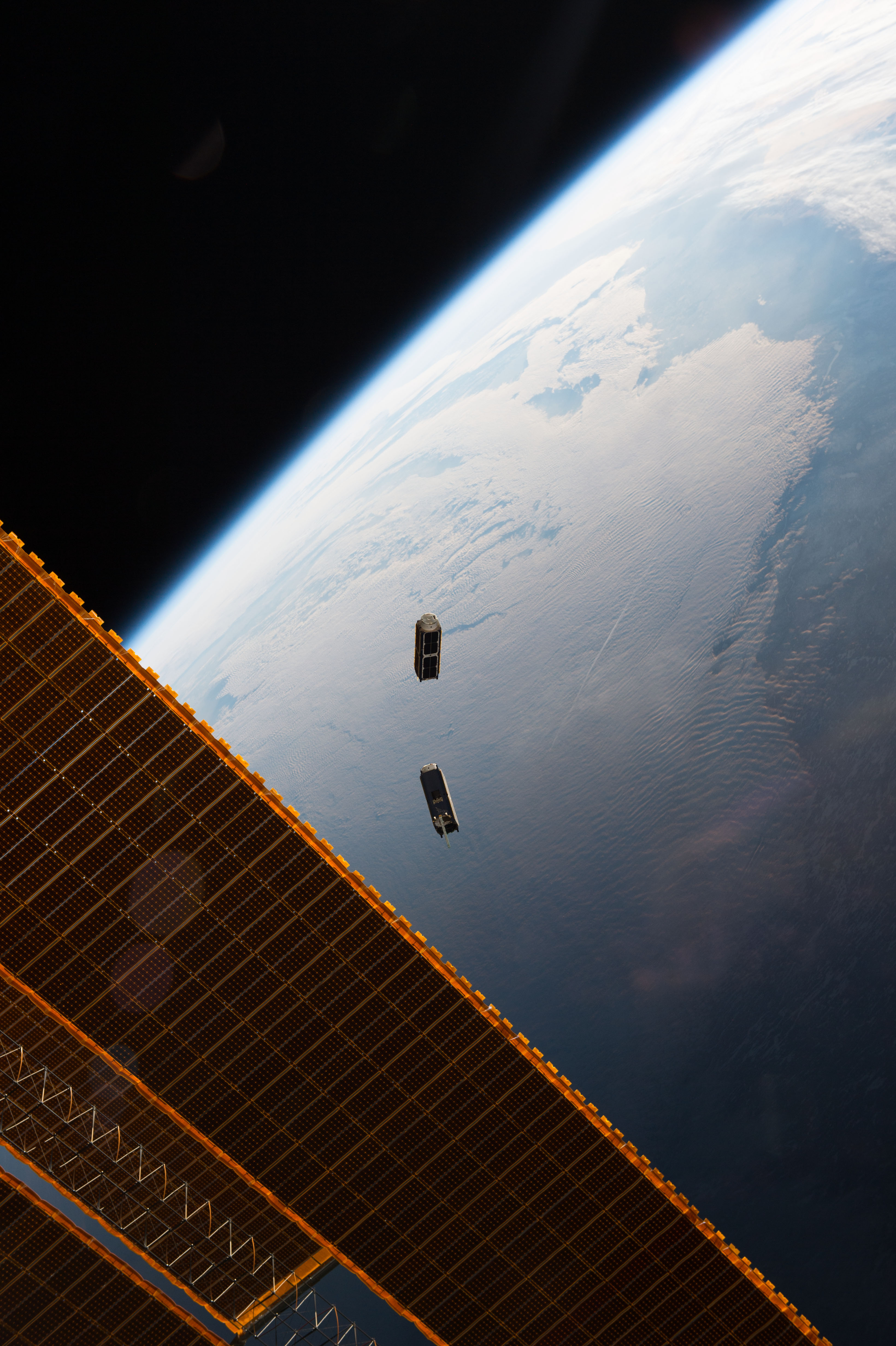
Lançamento de dois CubeSats durante a Expedição.
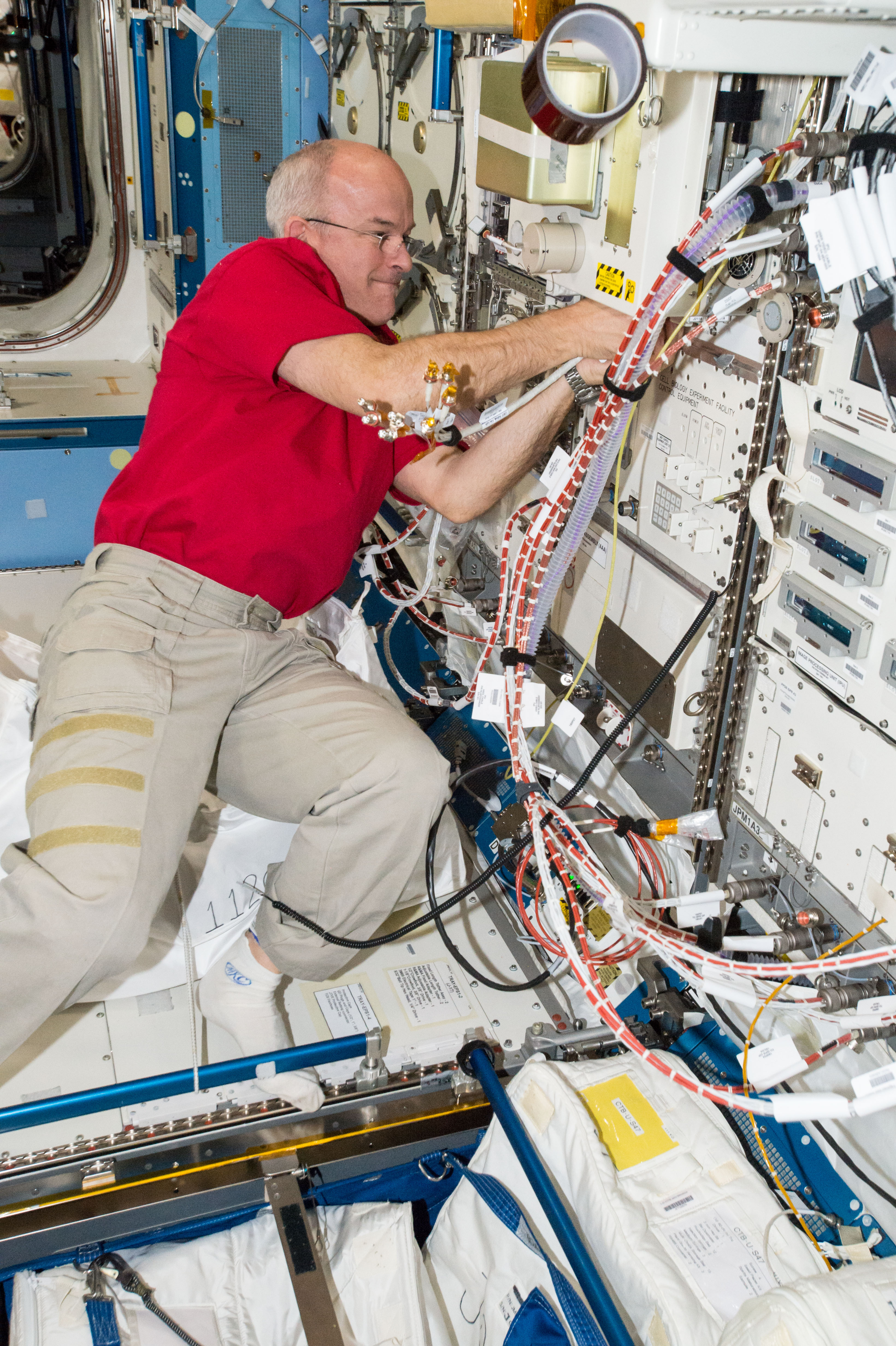
Jeff Williams trabalha no módulo japonês Kibo.
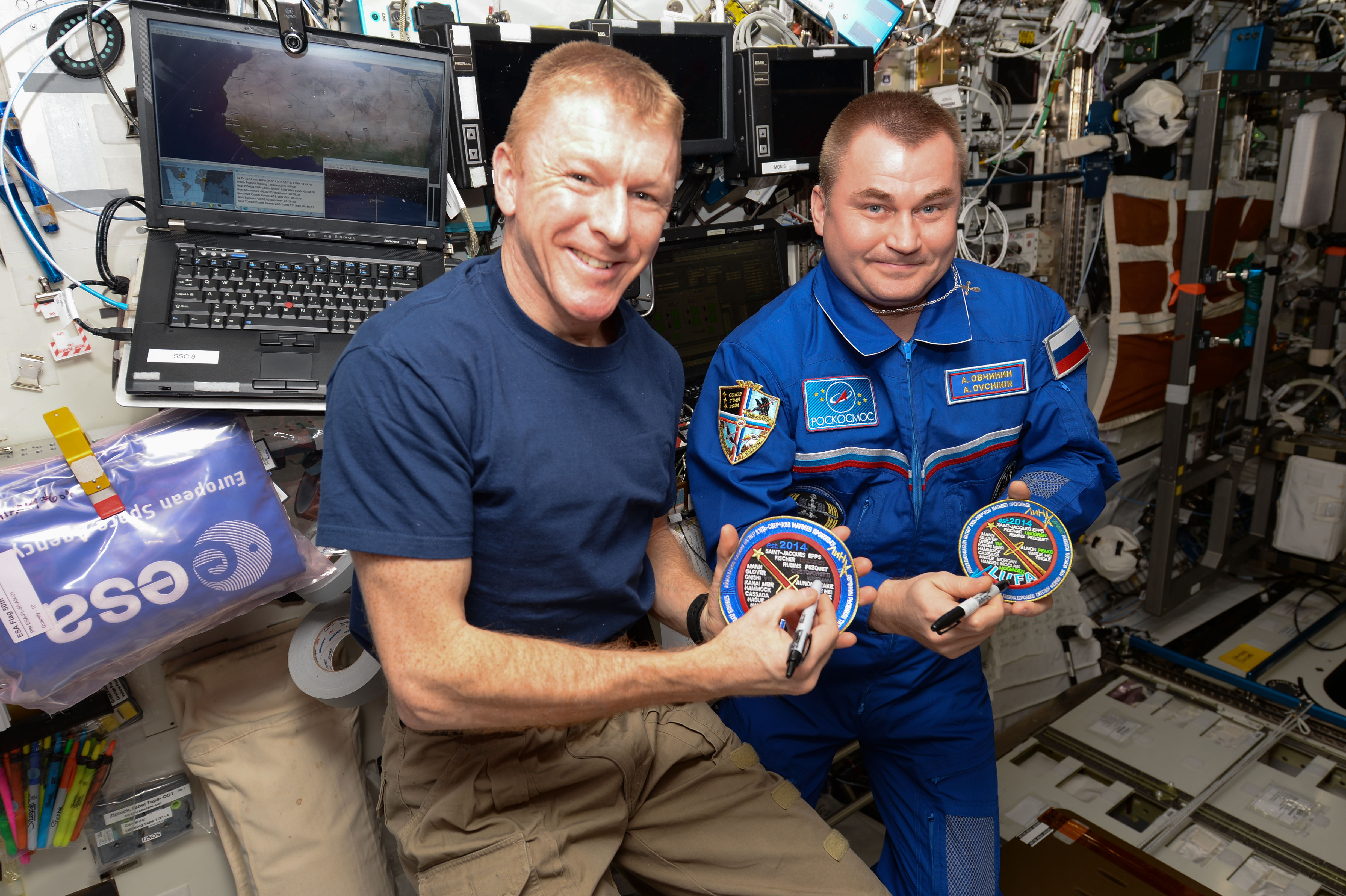
Peake e Ovchinin, astronautas estreantes, riscam seus nomes das insígnias com os nomes de astronautas que nunca voaram, no módulo Destiny.